# المظفر بن الأفطس
سيف الدولة المظفر أبو بكر محمَّد بن عبد الله بن الأفطس (المتوفي عام 461 هـ/1063م) ثاني حكام بني الأفطس على طائفة بطليوس في عصر ملوك الطوائف بالأندلس.

## قبل الإمارة
ثارت باجة على حكم المنصور عبد الله بن الأفطس، فاستغل أبو القاسم بن عباد صاحب إشبيلية تلك الثورة، وبعث بحملة بقيادة ابنه إسماعيل مصحوبًا بقوات حليفه محمد بن عبد الله البرزالي صاحب قرمونة، وهاجما ابن الأفطس وقواته في باجة، وأوقعا به هزيمة ساحقة وقع على إثرها ولده محمد بن الأفطس أسيرًا لدى البرزالي في قرمونة حتى أطلقه عام 421 هـ. وبعد ذلك بأعوام، نجح محمد في قيادة حملة لإخماد ثورة عبد الملك وعبد العزيز ابنى سابور الفارسي في أشبونة، واسترد المدينة إلى حكم أبيه.
وفي جمادى الأولى 437 هـ، توفي المنصور عبد الله بن الأفطس، وخلفه ابنه محمد تلقّب بالمظفر.

## حروبه
في عام 439 هـ، شنَّ المعتضد بن عباد صاحب إشبيلية حرب على ابن طيفور، فسلب منه مدينة مارتلة، ثم هاجم أبي عبد الله محمد بن يحيى اليحصبي صاحب لبلة، وعندما وجد هذا الأخير أنه غير قادرٍ على مواجهة المعتضد استنجد بصديقه المظفر بن الأفطس الذي سار بجيشٍ قوي وحثّ باديس بن حبوس صاحب غرناطة ومحمد بن إدريس المهدي بالله صاحب مالقة ومحمد بن القاسم المهدي بالله صاحب الجزيرة الخضراء على مهاجمة أراضي إشبيلية. حاول أبو الوليد بن جهور صاحب قرطبة السعي في الصلح، إلا أن سعيه فشل، والتقت قوات ابن الأفطس والمعتضد، وانتهت المعركة بانتصار ابن الأفطس، وإبعاد المعتضد عن لبلة، وعاث أمراء البربر في أراضي إشبيلية.
ثم ساءت العلاقة بين اليحصبي وابن الأفطس بعد أن رفض المظفر أن يرد لليحصبي ما ائتمنه عليه من أمواله وقت الحرب، بل وهاجم لبلة، فاستغاث اليحصبي بالمعتضد، فأرسل قوات فتكت بقوات ابن الأفطس. ثم أرسل المعتضد ابنه إسماعيل عام 442 هـ بقوات توغلت في أراضي ابن الأفطس حتى مدينة يابرة، فجمع ابن الأفطس قواته، واستعان بقوة بعثها إسحاق بن محمد البرزالي صاحب قرمونة بقيادة ابنه العز، والتقى الجيشان في معركة انهزم فيها ابن الأفطس وقُتل حليفه العز البرزالي، كذا قتل عم لابن الأفطس، بينما فرّ ابن الأفطس في بعض فرسانه إلى يابرة، ومنها إلى عاصمته بطليوس. بعد تلك المعارك الطاحنة، نجح أبو الوليد بن جهور صاحب قرطبة في الصلح بين المعتضد والمظفر في ربيع 443 هـ.
لم تكن حرب المظفر مع المعتضد الحرب الوحيدة مع جيرانه من ملوك الطوائف، حيث تعرض المظفر للتضييق من قبل هجمات المأمون بن ذي النون صاحب طليطلة الذي أغار على أراضي ابن الأفطس من آن إلى آخر.
إضافة إلى ذلك، استغل فرناندو الأول ملك ليون وقشتالة ضعف قوات المظفر، وهاجم الأراضي الشمالية لبطليوس عام 449 هـ، واستولى على مدينتي لميقة وبازو، دون مقاومة من ابن الأفطس. وبعد أعوام، بعث فرناندو بحملة إلى شنترين لمعاقبة المظفر على عدم أدائه الجزية، فأسرع المظفر إليها، وفاوض قائد الحملة على أدائه لجزية سنوية قدرها خمسة آلاف دينار على أن تعقد بين الفريقين هدنة. وفي عام 456 هـ، حاصرت قوات فرناندو بقياده مستشاره ششنند مدينة قلمرية لمدة ستة أشهر إلى أن سقطت المدينة، وأسرت حاميتها، وسُبي الكثير من أهلها.

## شخصيته
كان المظفر شغوفُا بالشعر والأدب، فقصد الشعراء والأدباء بلاطه. كما اشتهر المظفر بتأليفه لكتاب موسوعي عُرف بـ«المظفري» نسبة إليه، وهو موسوعة أدبية وتاريخية، وقد بلغ الكتاب من الضخامة حتى قيل أنه احتوى على خمسين مجلدًا، وقيل عشرة أجزاء ضخمة، غير أنه لم يصل منه إلى عصرنا سوى مقتطفات قليلة. وللمظفر كذلك تفسير للقرآن، كما كانت له مدرسة افتتحها ليجالس بها العلماء كل جمعة.
توفي المظفر بن الأفطس في عام 461 هـ، وخلفه ابنه المنصور يحيى.